# Clay City (Illinois)
Clay City és una població dels Estats Units a l'estat d'Illinois. Segons el cens del 2000 tenia 1.000 habitants.

## Demografia
Segons el cens del 2000, Clay City tenia 1.000 habitants, 436 habitatges, i 262 famílies. La densitat de població era de 216,9 habitants/km².
Dels 436 habitatges en un 31,2% hi vivien nens de menys de 18 anys, en un 46,1% hi vivien parelles casades, en un 10,6% dones solteres, i en un 39,9% no eren unitats familiars. En el 35,6% dels habitatges hi vivien persones soles el 18,1% de les quals corresponia a persones de 65 anys o més que vivien soles. El nombre mitjà de persones vivint en cada habitatge era de 2,29 i el nombre mitjà de persones que vivien en cada família era de 2,98.
Per edats la població es repartia de la següent manera: un 26,2% tenia menys de 18 anys, un 6,8% entre 18 i 24, un 26,9% entre 25 i 44, un 21% de 45 a 60 i un 19,1% 65 anys o més.
L'edat mediana era de 38 anys. Per cada 100 dones de 18 o més anys hi havia 85 homes.
La renda mediana per habitatge era de 25.750 $ i la renda mediana per família de 33.750 $. Els homes tenien una renda mediana de 25.417 $ mentre que les dones 18.750 $. La renda per capita de la població era de 13.776 $. Aproximadament el 12,3% de les famílies i el 16,4% de la població estaven per davall del llindar de pobresa.

## Poblacions més properes
El següent diagrama mostra les poblacions més properes.